# Down to Earth (2001)
Down to Earth is een Amerikaans-Canadese komediefilm uit 2001, geregisseerd door Chris Weitz en Paul Weitz en geproduceerd door Barry M. Berg en Chris Rock. De hoofdrollen worden vertolkt door Chris Rock, Regina King en Chazz Palminteri.

## Verhaal
Lance Burton is een komiek zonder al te veel succes. Hij wordt na een verkeersongeluk per ongeluk naar de hemel overgeplaatst. De fout wordt aan de hemelpoort hersteld: terugkeren in z'n eigen lichaam is onmogelijk, maar hij kan wel het lichaam overnemen van een rijke, blanke man. Dit zorgt voor de nodige komische verwikkelingen.

## Rolbezetting
| Acteur            | Personage               |
| ----------------- | ----------------------- |
| Chris Rock        | Lance Barton            |
| Regina King       | Sontee Jenkins          |
| Chazz Palminteri  | King                    |
| Eugene Levy       | Keyes                   |
| Frankie Faison    | Whitney Daniels         |
| Mark Addy         | Cisco                   |
| Greg Germann      | Sklar                   |
| Jennifer Coolidge | Mrs. Wellington         |
| Wanda Sykes       | Wanda                   |
| John Cho          | Phil Quon               |
| Mario Joyner      | Apollo M.C.             |
| Bryetta Calloway  | Zangeres                |
| Martha Chaves     | Rosa                    |
| Brian Rhodes      | Charles Wellington, III |
| Herb Lovelle      | Trashman                |
| Kedar Brown       | Uitslover               |
| Scott Wickware    | Uitsmijter              |
| Jack Newman       | Bob Krantz              |
| William Lynn      | Bejaarde Man            |
| Leah Miller       | Tina Lovette            |
| David Huband      | Maitre'd                |
| Arnold Pinnock    | Joe Guy                 |
| Roma Torre        | Zichzelf                |
| Harlin Kearsley   | Mike Green              |